# 光岡村
光岡村（てるおかむら）は、大分県日田郡にあった村。現在の日田市の一部にあたる。

## 地理
日田盆地の北西部、花月川下流の筑後川（三隈川）との合流点付近に位置していた。

## 歴史
- 1889年（明治22年）4月1日、町村制の施行により、日田郡友田村、渡里村、十二町村が合併して村制施行し、光岡村が発足[1][2]。旧村名を継承した友田、渡里、十二町の3大字を編成[2]。
- 1940年（昭和15年）12月11日、日田郡日田町、三芳村、高瀬村、朝日村、三花村、西有田村と合併し、市制施行して日田市を新設して廃止された[1][2]。

## 産業
- 農業、製材業[2]

## 交通

### 鉄道
- 1934年（昭和9年）国有鉄道久大線（現久大本線）が開通し、光岡駅（大字友田）開設[2]。